# Robert Llimós i Oriol
Robert Llimós i Oriol (Barcelona, 19 d'octubre de 1943) és un pintor i escultor català, fill del també pintor Camil Llimós i Aubí.

## Biografia

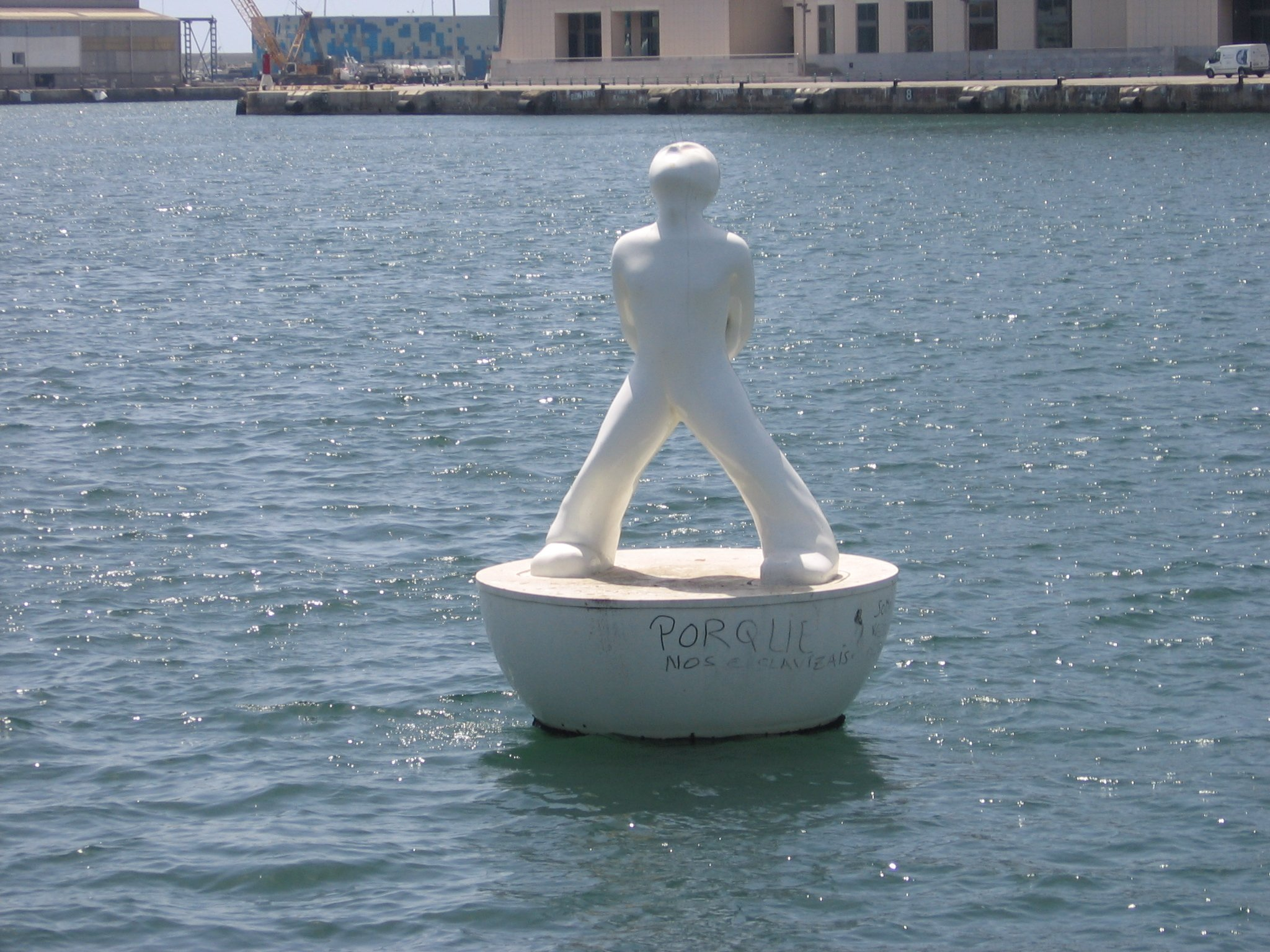
Miraestels (2010), Rambla de Mar, Barcelona.

Va estudiar a l'Escola Massana i a l'Escola Superior de Belles Arts de Sant Jordi. En els seus inicis va formar equip amb Eduard Arranz Bravo, Rafael Bartolozzi i Gerard Sala, amb els quals es va donar a conèixer en una exposició el 1964. El 1969 es va separar del grup, i va endinsar-se en l'art conceptual, dintre del que va realitzar algunes accions com Llimós en marxa (1972), una marxa atlètica que va realitzar tant als Encuentros de Pamplona com a la documenta V, a Kassel. Va retornar a la pintura després de realitzar per encàrrec un mural per a la família March a la seva residència mallorquina de Cala Ratjada, on va fer servir la tècnica del trompe-l'oeil. Entre 1975 i 1983 va residir a Nova York, i entre 1987 i 1988 a Miami; actualment viu a Barcelona. El 1993 va fer una exposició retrospectiva de la seva obra a l'Hospitalet de Llobregat, i l'any següent va ser guardonat amb el Premi Nacional d'Arts Plàstiques de la Generalitat de Catalunya. El 1996 va realitzar pels Jocs Olímpics d'Atlanta l'escultura Marc, una de les seves obres més famoses, dedicada al seu fill mort l'any anterior, que tenia aquell nom; l'any següent es va posar una còpia d'aquesta obra a la Vila Olímpica de Barcelona. Les seves pintures, de colors vius, se solen centrar en la figura humana, representada en un estil expressionista. Segons el mateix artista, l'any 2009 a la platja de Fortaleza al Brasil va tenir un albirament d'alienígenes, fet que ha influït en la seva obra posterior.
Hi ha obra seva a la col·lecció permanent de diversos museus, entre els quals destaquen el Museu d'Art Contemporani do Espíritu Santo de Brasil, la Fundació La Caixa, El Museu Reina Sofia, el Museu de Sevilla o el Museu de Belles Arts d'Àlava.

## Obres
- Cintes (1981), al Moll de Bosch i Alsina de Barcelona, retirat el 1991 en una remodelació de la zona.
- Portes del Jardí de la Torre de les Aigües (1987).
- Lignes de téte (1991), Jardí d'Escultures de la Fundació Fran Daurel, Poble Espanyol de Barcelona.
- Marc (1997), Parc del Port Olímpic, Barcelona.
- Miraestels (2010), Rambla de Mar, Barcelona.

## Exposicions destacades
- 1967 - Galeria Ariel, Palma
- 1970 - Galeria de la Rambla, Tarragona
- 1974 - Sala Tres, Sabadell
- 1979 - Galeria Maeght, Barcelona
- 1982 - Galeria Joan Prats, Barcelona
- 1983 - Sala Pablo Ruiz Picasso, Madrid[1]
- 1986 - Col·legi Oficial d'Aparreladors i Arquitectes Tècnics de Barcelona.
- 1987 - Galería Maeght. Barcelona.
- 1992 - Pavelló de Catallunya, Exposició Universal de Sevilla.
- 1993 - Llimós a la Tecla, Exposició retrospectiva,Tecla Sala. L'Hospitalet de Llobregat
- 1994 - Form und farbre. Museu Bochum. Bochum, Alemania.
- 1995 - Sala Parés. Barcelona.
- 2010 - Fundació Vila Casas